# Battaglia di Zieleńce

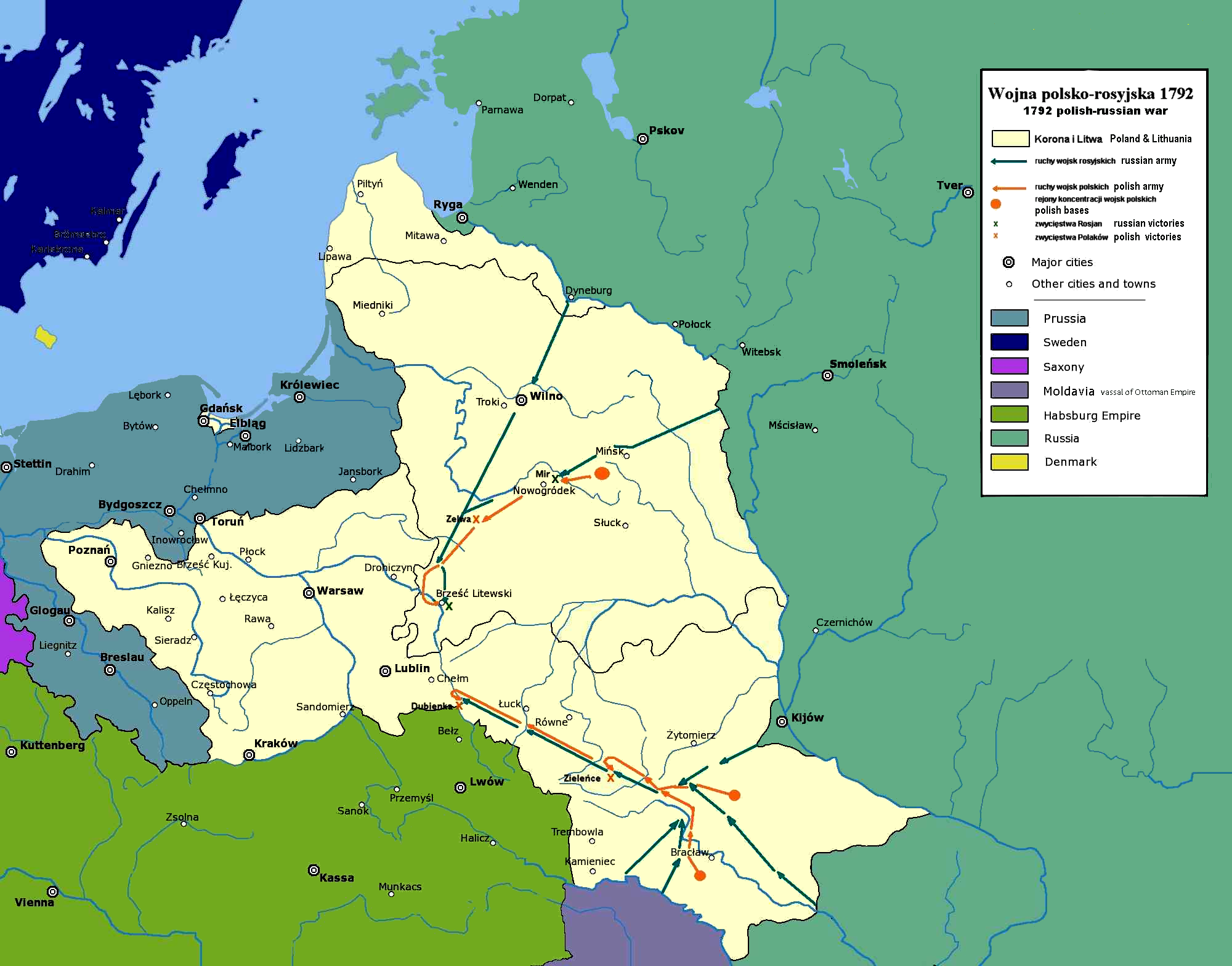
Mappa della guerra russo-polacca del 1792

La battaglia di Zieleńce fu combattuta nel corso della guerra russo-polacca del 1792, in difesa della Costituzione polacca del 3 maggio 1791. La battaglia si svolse il 18 giugno 1792 tra l'Esercito della Confederazione polacco-lituana, comandato dal Principe Poniatowski, e parte dell'Esercito russo, al comando del generale Irakly Morkov, che era un gruppo delle forze armate russe che, agli ordini del generale Mikhail Krechetnikov aveva invaso da sud la Confederazione polacco-lituana. La battaglia terminò con la vittoria polacca, avendo i polacchi respinto gli attacchi russi, sebbene poi i primi si ritirassero subito dal campo di battaglia.

## Antefatti
Le forze polacche si erano ritirate per parecchie settimane, evitando un decisivo scontro con le forze russe, numericamente superiori.
Il 15 giugno, le forze congiunte polacche raggiunsero Polonne. Dopo una riunione i comandanti polacchi decisero di ritirarsi poiché non avevano la possibilità di difendere una città priva di fortificazioni. Il 17 giugno il comandante polacco, Principe Józef Poniatowski, ricevette informazioni a Szepietówka che la divisione Lubomirski si trovava accampata a Zasław. Egli ordinò alla divisione Lubomirski di unirsi alle proprie forze vicino a Zieleńce. Lubomirski disponeva di circa 2 000 fanti e 1 000 cavalieri, comprese le unità dei generali Józef Zajączek e Ludwik Trokin.
La sua formazione assicurava una collina a nord della strada da Połonne a Zasław, che dominava la zona. La fanteria prese posizione al centro mentre le ali erano protette dalla cavalleria. Il primo mattino del 18 giugno fu osservato un gruppo al comando del generale Irakly Morkov. Questo era un'avanguardia dei più ampi contingenti del generale Michail Illarionovič Kutuzov. L'ordine di questo gruppo era di attaccare l'ala sinistra dell'esercito polacco e distruggere il resto. Con una forza di circa 10 500-11 500 soldati e 24 cannoni (2 reggimenti di fanteria di circa 6 000 soldati, tre reggimenti di cavalleria di 2 500 soldati e reggimenti di fanteria di circa 6000 soldati e una brigata di Cosacchi al comando di Orlov), la formazione russa prese posizione in una valle sotto una collina. Il loro schieramento di battaglia era il medesimo di quello dei polacchi, tranne che un battaglione era impiegato come riserva e il secondo garantiva gli spostamenti. Nel frattempo il generale Zajączek contattò Poniatowski in cerca di aiuto.

## La battaglia

### Mosse di inizio
La battaglia iniziò con fuoco di artiglieria e scontri di cavalleria. Verso le 7 antimeridiane Markow volle iniziare ad attaccare, ma cambiò gli ordini quando vide che le formazioni polacche sotto Poniatowski si erano spostate sul campo di battaglia. Queste comprendevano due battaglioni di fanteria, un reggimento di cavalleria della guardia del principe Józef Lubomirski, una brigata della Cavalleria Nazionale sotto il comando di Stanisław Mokronowski, una divisione sotto il comando del generale Wielhorski, e 12 cannoni. Kościuszko con la sua divisione doveva stare nella retroguardia per prevenire un attacco dai corpi di Levanidov e Dunin
Poniatowski inviò la brigata di Mokronowski all'ala destra. Egli fece indietreggiare l'artiglieria. Un battaglione del reggimento di Potocki stette in riserva. La divisione di Wielhorski prese posizione nella foresta come secondo lancio.

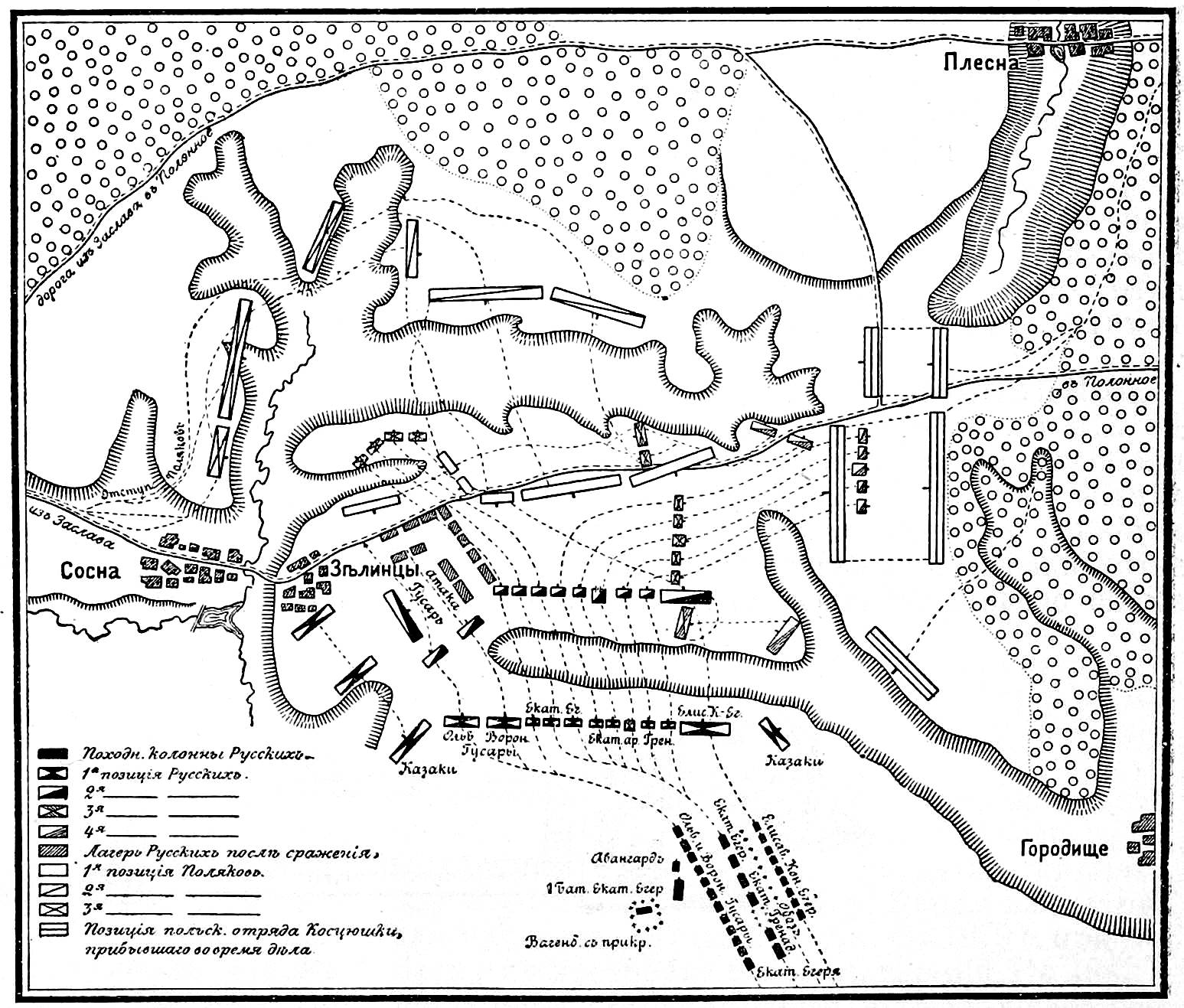
Battaglia di Zieleńce

### Avanzata russa
Dopo poche ore le artiglierie polacche e russe si quietarono. Nelle 12 ore di cannonate russe, la fanteria cominciò ad avanzare verso il centro polacco. Sotto il martellante fuoco di artiglieria russa, il panico prese le reclute polacche che cominciarono a fuggire. Dopo un po' di tempo, Józef Poniatowski rivide le posizioni polacche. Egli organizzò un nuovo battaglione dal reggimento di Potocki e con il sostegno del battaglione di ordinanza di Ostrogoski, iniziò il contrattacco. La fanteria russa sotto il fuoco di artiglieria e il contrattacco polacco incominciò a ritirarsi subendo pesanti perdite. Nel frattempo un'altra unità di fanteria russa attaccò il villaggio di Zieleńce e aprì il fuoco sulle formazioni polacche. Poniatowski mandò una formazione di cavalleria, ma non ebbe successo. Quando fu appiccato fuoco al villaggio i russi si ritirarono. Nel frattempo i russi spostarono il fuoco sulla cavalleria polacca all'ala destra. I soldati furono presi dal panico e in quel momento i Cosacchi cominciarono le loro cariche. All'inizio la carica fu fermata dagli squadroni della brigata di cavalleria di Mokronowski, ma nella formazione del reggimento Buławy Koronnej il panico si propagò negli squadroni arretrati della brigata di Mokronowski. Il panico della cavalleria polacca fu fermato da Sanguszko e da altri ufficiali. Dopo la riorganizzazione, la cavalleria polacca, con il sostegno di parte della brigata di cavalleria di Lubowidzki, dalla seconda linea iniziò una seconda controcarica. Durante questa controcarica la cavalleria polacca distrusse quella russa e cominciò a radunarsi. Poniatowski inviò un ordine per sostenere il raduno a Czapski, comandante della seconda linea di cavalleria dell'ala destra. Czapski si rifiutò di obbedire poiché l'ordine non era scritto. In realtà, il motivo di questa decisione era dovuto al fatto che egli era un seguace della Confederazione di Targowica. Contemporaneamente un reggimento di granatieri russi da Ekatierinoslav attaccò l'ala sinistra dei polacchi. Poniatowski inviò battaglioni dai reggimenti di Potocki e Malczewski. Dopo che i granatieri russi furono decimati dall'artiglieria e dal fuoco di fucileria, l'avanzata russa crollò.

### Avanzata polacca
Dopo il collasso dell'avanzata russa, Poniatowski organizzò un gruppo di attacco dalle unità della divisione Wielhorski. 
Questo gruppo era formato da tre battaglioni di fanteria dai reggimenti di Potocki, Malczewski e la Brigata Nazionale di Cavalleria al comando di Dzierżek, oltre al reggimento di avanguardia al comando di Józef Lubomirski. Il gruppo doveva attaccare l'ala destra russa. Morkov, che assistette ai preparativi concentrò gran parte della sua formazione contro il gruppo. La cavalleria polacca combatté con successo quella russa e la costrinse a ritirarsi. Ma quando Wielhorski incontrò la fanteria nemica fermò l'avanzata poiché la sua fanteria era più debole di quella russa e priva di esperienza. Verso le 5 pomeridiane Morkov, che non aveva avuto aiuto da Kutuzov, si ritirò.

## Conseguenze
Il vittorioso esercito polacco rimase sul campo di battaglia fino a sera e, quindi, si ritirò a Zasław. Si trattò di una vittoria tattica, senza grosse implicazioni strategiche. Le perdite polacche erano significative e i soldati mancavano di cibo e munizioni; Derdej la paragona a una vittoria di Pirro. Dopo il ritiro polacco, Morkov si spostò sul campo di battaglia e si pronunciò vincitore. Ciò non di meno gli storici moderni classificano questa battaglia tra le vittorie polacche.
Anche i Russi subirono pesanti perdite e il loro perseguimento delle forze polacche subì un significativo ritardo. La bandiera russa catturata fu inviata a Varsavia. In commemorazione di questa vittoria, il re polacco Stanislao II Augusto creò l'Ordine Virtuti Militari, riconoscendolo a un numero di comandanti polacchi che avevano partecipato a questa battaglia.
Alcuni leader polacchi, come Kościuszko e Zajączek, pensarono che Poniatowski avrebbe dovuto perseguire i russi con maggior aggressività, ma Derdej giustifica la sua decisione facendo notare l'esaurimento delle forze polacche e lo scarso livello dei loro rifornimenti.
La battaglia di Zieleńce è commemorata sulla Tomba del milite ignoto a Varsavia con la scritta "ZIELEŃCE 18 VI 1792".